# ماسربرگ
ماسربرگ (به آلمانی: Masserberg) یک شهر در آلمان است که در هیلدبورگهاوزن واقع شده‌است. ماسربرگ ۲٬۷۲۱ نفر جمعیت دارد.